# Thomas van Apshoven

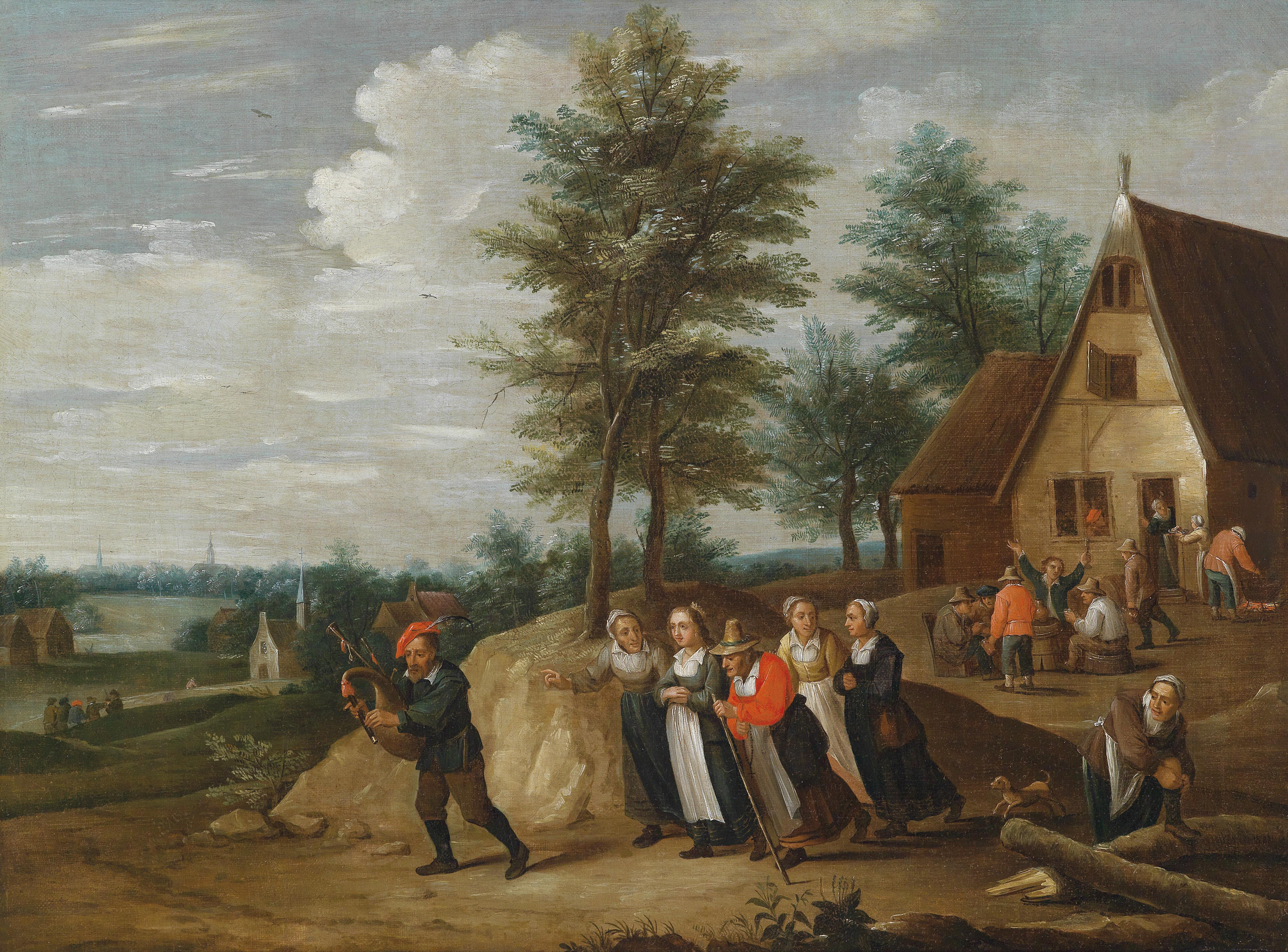
Paisaje con figuras, óleo sobre tabla, 49 x 66 cm, colección particular.

Thomas van Apshoven (Amberes, 1622-1664/1665) fue un pintor barroco flamenco especializado en pequeñas escenas de género al modo de David Teniers el Joven.
Miembro de una familia de artistas, hijo de Ferdinand van Apshoven el Viejo y hermano de Ferdinad van Apshoven II, Thomas van Apshoven fue bautizado en Amberes el 30 de noviembre de 1622. Aunque hubo de formarse en el taller paterno, y así en 1645 fue admitido en el gremio San Lucas de Amberes como hijo de un maestro, es muy probable que completase su formación con David Teniers el Joven, de cuyo estilo llegaría a ser el mejor imitador.
También en 1645 contrajo matrimonio con Bárbara Janssens con quien tuvo cuatro hijos. Como padrino de uno de ellos actuó Jan van Kessel, con quien habría tenido estrecha relación y lo heredó como capitán de la milicia, cargo en el que se le menciona en 1657 tras haber sido su abanderado desde 1652.
Conocido principalmente por sus escenas de género de ambiente campesino, firmadas con el anagrama TA o TVA, muy abundantes todavía en el comercio, se conoce también un bodegón de frutas firmado por él, conservado en la Gemäldegalerie Alte Meister de Dresde.